# Artiom Lazarev
Artiom Markovici Lazarev (n. 30 octombrie 1914, Camenca, Stânga Nistrului – d. 15 aprilie 1999, Chișinău) a fost un istoric și om politic slavofil  moldovean, organizator al învățământului și culturii din RSS Moldovenească, membru titular al Academiei de Științe a Moldovei. A fost unul din principalii promotori ai teoriei sovietice despre existența unei națiuni moldovenești diferită de cea românească.

## Biografie
Artiom Markovici Lazarev s-a născut la 30 octombrie 1914, în localitatea Camenca din județul Olgopolsk al guberniei Podolsk (din 1924 teritoriul RASSM, astăzi în Transnistria). A învățat la Școala rurală din satul Novo-Mihailovka, raionul Ocna Roșie (R.A.S.S.M.), unde a susținut în anul 1929 examenele de absolvire a clasei a 7-a.  În anii 1929 - 1932- comunar în comuna "Maiak" (Farul) din RASSM. Ulterior, a absolvit cu mențiune Institutul Pedagogic "Taras Șevcenko" din Tiraspol (1938).

## Activitate profesională
După absolvirea facultății, Artiom Lazarev a devenit activist comunist pe linie de tineret (în cadrul Comsomolului), mai întâi ca șef de secție la comitetul orășenesc din Tiraspol și apoi ca șef de secție la Comitetul regional din R.A.S.S.M.. În acești ani au loc represiunile conducerii RASSM, a oamenilor de știință și cultură. Între anii 1938 și 1940 lucrează lector de istorie la Institutul de pomicultură și legumicultură din Tiraspol. În noiembrie 1939, pe când își satisfăcea stagiul militar obligatoriu, a devenit membru al Partidului Comunist din URSS. În anul 1940, odată cu ocuparea Basarabiei de către Armata Roșie, ca rezultat al Pactului Molotov- Ribbentrop, a fost inspector la Comisariatul Norodnic pentru învățământ din RSSM. 

### În perioada celui de-al doilea război mondial
Odată cu începerea celui de-al doilea război mondial, a făcut parte din diferite unități militare ale Armatei Roșii, fiind avansat pe rând la gradele de locotenent, căpitan și apoi maior. În anul 1943, a fost selectat împreună cu alți 150 de ofițeri cunoscători ai limbii române, ca instructor politic al prizonierilor români de război (aflați în pădurile de lângă Reazan) ce vor face parte din Divizia română de voluntari Tudor Vladimirescu. După încheierea armistițiului, a fost trimis la București între anii 1944-1946 în calitate de șef-adjunct al Statului Major al Comisiei de Control a Aliaților.

### Activitate politică
Reîntors în RSS Moldovenească, între anii 1946 și 1947 este șef al secției orășenești Chișinău al învățământului, iar între  1947-1951 a fost ministru al învățământului public în Guvernul RSS Moldovenești. Următorii doi ani a fost mutat în nomenclatura de partid ca secretar pentru ideologie al C.C. al P.C.M. La congresele 2-10, 13 și 14 ale PCM a fost ales membru al CC (1949-1964 și din 1971), îndeplinind pentru o perioadă și funcția de membru al Biroului CC al PCM (1951-1954).
În anul 1953 este numit în funcția de ministru al culturii din R.S.S.M., ministerul respectiv fiind înființat recent. În calitate de ministru, el a condus destinele culturii din RSS Moldovenească timp de un deceniu, promovând un șir de acțiuni benefice, ca fondarea Operei Naționale Chișinău (1957), al Teatrului Luceafărul (1960), inaugurarea Aleii Clasicilor (1957), colaborarea cu instituțiile de artă și cultură din România, dar sub controlul PCM și KGB.  Conform istoricului Ruslan Sevcenko Artiom Lazarev ar fi fost marginalizat de către Ivan Bodiul la momentului numirii acestuia în funcția de prim- secretar, dar în momentul când Brejnev a vizitat Moldova in anul 1974 acesta i- ar fi sugerat lui Bodiul să revizuiască atitudinea față de Lazarev.
Artiom Markovici Lazarev a fost delegat la Congresle II-IX și XIII ale PCM.
În repetate rânduri a fost deputat al Sovietului Suprem al R.S.S.M. (în legislaturile 2-5, 8 și 9). În anul 1993, a fost ales ca deputat în Parlamentul Republicii Moldova pe listele Blocului electoral al Partidului Socialist din Moldova și al Mișcării pentru egalitate în drepturi "Unitate-Edinstvo". A demisionat din Parlament la data de 28 februarie 1996.

### Activitatea didactică
În anul 1963 este numit ca director al Secției de istorie a perioadei sovietice al Institutului de Istorie al Academiei de Științe a Moldovei. Între anii 1968-1974, a îndeplinit funcția de rector al Universității de Stat din Chișinău în numele lui Vladimir Ilici Lenin și concomitent și pe cea de șef al Catedrei de Istoria Moldovei. În anul 1971 a obținut titlul de profesor universitar. În calitate de rector, a selectat specialiști din rândul populației autohtone ca profesori pentru institutele din republică, a deschis facultăți, catedre, specialități noi, ceea ce a contribuit la schimbarea esențială a componenței etnice a cadrelor universitare. 
În anul 1970 a fost ales ca membru corespondent al Academiei de Științe a Moldovei, apoi ca membru titular (1976). În același an, a obținut titlul de doctor habilitat în științe istorice. Între anii 1974-1977 a fost coordonator al Secției de științe umanistice, iar în perioada 1976-1977 a îndeplinit funcția de vicepreședinte al Academiei de Științe a Moldovei.
Artiom Lazarev este autor a peste 150 de lucrări în domeniul istoriei, care au contribuit și la orientarea literaturii și artei moldovenești în spiritul partinității comuniste și a slavonizării. Lazarev a fost un adept fervent al scrisului chirilic. Sub conducerea și redacția lui Lazarev a apărut culegerea "Cultura Moldovei în anii Puterii Sovietice" (partea I, 1975, partea II, 1976). 
În paralel cu activitatea academică, Artiom Lazarev a deținut un cumul de funcții: președinte al Consiliului de rectori ai instituțiilor de învățământ superior din R.S.S.M. (1968-1974), președinte al Comitetului pentru premiile de stat ale R.S.S.M. în domeniul științei și tehnicii (1971-1979), președinte al Sovietului Suprem al R.S.S.M. (14 iulie 1971 - 10 aprilie 1980), președinte al Secției moldovenești a Consiliului științific al Academiei de Științe a URSS pentru relațiile naționale (1976-1982), unde a pledat pentru strângearea continuă a relațiilor pe multiple planuri (сulturale, economice, științifice) cu Rusia și republicile slave din URSS. 

## Trecerea în neființă
Artiom Markovici Lazarev a încetat din viață la data de 16 septembrie 1999, în municipiul Chișinău și a fost înmormântat în cimitirul de pe strada Armenească.

## Premii, decorații
A fost decorat cu numeroase distincții, din care menționăm următoarele: 
- 2 Ordine „Lenin”
- Ordinul Prietenia între popoare
- Ordinul „Insigna de Onoare”
- Ordinul Războiul pentru Apărarea Patriei clasa 2
- Ordinul Steaua Roșie.
- Ordinul Republicii

Prin Decretul nr. 298 din 28 octombrie 1994, președintele Republicii Moldova, Mircea Snegur, academicianul Artiom Lazarev a fost decorat cu "Ordinul Republicii", "pentru activitate rodnică și îndelungată în domeniul științei, merite deosebite în dezvoltarea culturii naționale, aport personal în pregătirea cadrelor de înaltă calificare, participare activă în viața social-politică". 
De asemenea, i-a fost conferit titlul de Lucrător emerit al culturii din RSSM (1967), precum și Premiul de Stat al RSSM (1972).

## Opinii ca istoric
În calitate de istoric, el și-a avut ca arie de interes și cercetare perioada sec. XIX-XX din istoria Republicii Moldova, fiind autorul mai multor teorii cu privire la "poporul moldovenesc" și "limba moldovenească". În anul 1947 este numit ca  vicepreședinte, iar din 1949 este președinte al Comisiei de pe lângă CC al PCM pentru scrierea și redactarea lucrării "Istoria RSS Moldovenești" (vol. 1-2, 1951-55). 
În anul 1949, A.M. Lazarev, ministrul Educației Publice, alături de istoricii Iachim Grosul și N. Mohov, a scris un Curs de istorie a Moldovei, în care era prezentat mitul "etnogenezei moldovenești". Erau prezentate următoarele teorii: 
Menționăm câteva:
- formarea celor două "popoare" român și moldovenesc este explicată astfel: dacii de sud au fost asimilați de romani și s-a format poporul voloh și limba volohă, iar dacii de nord nu au fost ocupați de romani, iar odată cu așezarea aici a populațiilor slave, ei au fost slavizați și s-a format poporul moldovenesc și limba moldovenească.
- în decursul Evului Mediu, Basarabia a fost legată de Imperiul Țarist care a contribuit la dezvoltarea acesteia.
- domnitorii moldoveni în marea lor majoritate au oprimat populația din Basarabia.
- Mihai Viteazul a purtat războaie imperialiste de cucerire a teritoriilor și popoarelor străine.
- Sfatul Țării a avut un "rolul trădător", dăruind practic Basarabia statului imperialist român, care a tratat această provincie ca pe o regiune cucerită și inferioară din punct de vedere a importanței.
- "poporul moldovenesc" a devenit cu adevărat liber numai după formarea RASSM (sau RSSM), acel moment fiind perceput ca începutul statalității moldovenești.
- anexarea Basarabiei de către URSS în anul 1940 este considerată a fi o eliberare de sub ocupație străină.
- anexarea de către Ucraina în august 1940 a județelor din nordul și sudul Basarabiei este percepută ca o eroare politică.

Ulterior, în anul 1974, Artiom Lazarev a publicat volumul Organizarea statului sovietic moldovenesc și problema basarabeană, în care aprofundează teoriile prezentate inițial.
Printre susținătorii lui Artiom Lazarev se află moldoveniștii și PCRM.

## Lucrări publicate

### Cărți
- Curs de istorie a Moldovei (1949) - împreună cu Iachim Grosul
- Formarea R.S.S. Moldovenești (Chișinău: Școala sovietică, 1950)
- Vossoedinenie moldavskogo naroda v edinoe gosudarstvo (Reunirea poporului moldovenesc într-un stat unic sovietic (în rusă), Ed. Cartea Moldovenească, Chișinău, 1965)
- Moldavskaâ sovetskaâ gosudarstvennost’ i bessarabskij vopros (Statalitatea sovietică moldovenească și problema basarabeană) (Chișinău: Cartea Moldovenească, 1974)
- God 1940 – prodolženie socialističeskoj revolûcii v Bessarabii (Chișinău: Cartea Moldovenească, 1985)

Lucrări de A.M. Lazarev în biblioteci și baze de date:
- Catalogul electronic al Bibliotecii Congresului SUA
- Biblus Arhivat în 3 decembrie 2011, la Wayback Machine.
- Biblioteca de Stat a Rusiei

### Articole în periodice
- Învățământul norodnic în R.S.S. Moldovenească în 25 ani (în "25 ani ai Republicii Sovietice Socialiste Moldovenești", Chișinău, 1949)
- Spre un nou avânt cultural (în "Nistru" nr. 1/1959)
- Colaborarea culturală dintre noroadele moldovenesc și român în anii de după război (în revista "Comunistul Moldovei" nr. 3/1959)
- Relațiile culturale dintre R.S.S. Moldovenească și R.P.R. în anii de după război (în "Vekovaâ družba: materialy nauč. sessii In-ta ist. Mold. filiala AN SSSR (27-29 noâbrâ 1959 g.)", Chișinău, 1961)
- Cu privire la relațiile naționale în condițiile trecerii de la socialism la comunism (în revista "Comunistul Moldovei" nr. 10/1964)
- Bessarabskij vopros v rumynskoj buržuaznoj i sovremennoj istoriografii (în "Stranicy istorii Sovetskoj Moldavii", Chișinău, 1973)
- Gânduri îngrijorătoare spuse cu glas tare: [despre monumentele de istorie și ocrotirea lor] (în "Tinerimea Moldovei" din 13, 16 și 18 septembrie 1981)
- Pervyj prezident [AN MSSR Iachim Grosul] (în "Nauka Sovetskoj Moldavii", Chișinău, 1982)
- Gloria nemuritoare a Stalingradului (în "Comunistul Moldovei" nr. 2/1983)
- Dinamismul dezvoltării culturale a republicii (în "Nistru" nr. 3/1985)
- Despre etapa inițială a intervenției militare împotriva Rusiei Sovietice (în "Comunistul Moldovei" nr. 9/1987)
- Constantin Stere (1865-1936) (în revista "Nistru" nr. 4/1988)
- Să eliminăm “spațiile albe” din istoria Moldovei (în "Orizontul" nr. 6/1988)
- Cum a fost scrisă istoria Moldovei (în revista "Nistru" nr. 2/1989)
- “Spațiile albe” din istoria Moldovei (în "Comunistul Moldovei" nr. 6/1989)
- Kto i kogda načal meždunarodnuû voennuû intervenciû protiv Strany Sovetov?: [naučnaâ polemika s kollegami] (în "Revista de istorie a Moldovei" nr. 7/1990)
- Narodnaâ tropa k velikim predkam: [ob izdanii v 50-e gody proizvedenij nacional’noj literatury]: vospominaniâ (în "Revista de istorie a Moldovei" nr. 3/1991)